# George Racey Jordan
George Racey Jordan (4 janvier 1898 - 5 mai 1966) était un officier militaire américain, un homme d'affaires, un conférencier, un activiste et un auteur. Il a d'abord attiré l'attention de tout le pays en décembre 1949 lorsqu'il a témoigné devant le Congrès des États-Unis au sujet des livraisons de prêt-bail en temps de guerre à l'Union soviétique, dans le processus impliquant Harry Hopkins et d'autres hauts fonctionnaires dans le transfert de secrets nucléaires et autres à l'URSS.

## Début de carrière
Jordan, qui portait habituellement son deuxième prénom Racey, est né à New York le 4 janvier 1898 et a fréquenté la New York University. Selon ses propres écrits, il s'est enrôlé en 1917 et a été envoyé à Kelly Field, au Texas, et a servi comme caporal dans les U.S. Army Air Service en France avec le 147th Aero Squadron sous le 1st Pursuit Group du Capitaine Eddie Rickenbacker. Après la guerre, il a travaillé dans des entreprises privées en tant que directeur des ventes et de la publicité. The New York Times a écrit que Jordan était directeur de la publicité pour plusieurs sociétés de brassage à New York à plusieurs reprises. En 1949, il est assistant du président de l'American Pacific Industrial Corporation.

## Agent de prêt-bail
Un an trop jeune pour l'exemption d'âge, en 1942, le capitaine Jordan est revenu au service. En raison de son expérience commerciale, il a été affecté en tant qu'agent de contrôle des prêts-bails aux États-Unis. Army Air Corps, avec le grade de capitaine. En 1942, Jordan a supervisé les livraisons d'avions et d'autres fournitures à l'aéroport de Newark, New Jersey. Avec l'ouverture de la route ALSIB (en) via Alaska, le major Jordan a été transféré à Gore Field, Great Falls, Montana, la dernière station de transbordement aérien aux États-Unis. Aux deux endroits, il s'est surtout rapproché du colonel Anatoli N. Kotikov de l'Armée rouge. Les deux sont devenus amis et Kotikov a chaleureusement recommandé la promotion de Jordan. Rien n'indiquait que la Jordanie ait entravé les activités soviétiques, mais il a tenu des registres minutieux et a souvent remis en question les détails des expéditions.
Jordan a déclaré plus tard qu'il s'était alarmé de la quantité extraordinaire de fournitures et de cargaisons inhabituelles par la valise diplomatique passant par Great Falls, Jordan a commencé à espionner en tenant un "journal" détaillé (en fait trois registres) dans lequel il a enregistré tout ce qu'il pouvait découvrir sur la cargaison prêt-bail. Il affirme qu'il a ouvert à plusieurs reprises (sans autorisation) un grand nombre de "valises noires" - du fret diplomatique soviétique scellé transporté à bord d'avions transportés par avion vers l'Union soviétique (les équipages soviétiques prenant en charge l'avion à Fairbanks). Lorsqu'il a informé ses supérieurs de la nature extraordinaire de la cargaison, on lui a dit à plusieurs reprises de se taire. Le major Jordan était réputé pour entretenir de bonnes relations avec les officiers de l'Armée rouge et, selon son propre compte, était davantage un problème pour les officiers américains laxistes et incompétents.
En 1944, le major Jordan est retourné aux affaires, et bien qu'il ait eu une activité secondaire en tant qu'orateur public, il a attiré peu d'attention jusqu'en 1949, lorsque l'intérêt pour l'espionnage nucléaire soviétique était à son apogée. Après que le président Harry Truman ait annoncé le premier essai de bombe atomique soviétique, Jordan a consulté ses registres. Il a découvert que l'uranium, l'eau lourde, d'autres matériaux liés aux armes nucléaires et les schémas et documents connexes étaient passés par Great Falls en URSS. Jordan a servi dans l'Air Corps en service aux Nations unies du 10 mai 1942 au printemps 1944, avant d'être démis de ses fonctions le 4 juillet 1944. À cette époque, il ne comprenait pas la nature de nombreuses cargaisons liées au nucléaire.

## Témoignage au Congrès
En entendant parler de ses expériences, le sénateur Styles Bridges a pris contact avec Jordan, dont le témoignage a été remis au Federal Bureau of Investigation (FBI). Après que Jordan ait raconté au journaliste radio de droite Fulton Lewis Jr. ce dont il avait été témoin, il a été interviewé dans le programme de Lewis et, le 5 décembre 1949, Jordan a témoigné (avec le général Leslie Groves, chef du projet Manhattan) au House Un-American Activities Committee au sujet des transferts. En particulier, il a indiqué qu'il y avait des rumeurs le long de la chaîne d'approvisionnement du prêt-bail selon lesquelles Harry Hopkins à la Maison-Blanche autoriserait tout ce que les Soviétiques désiraient, et que le colonel Kotikov n'avait qu'à appeler Hopkins chaque fois qu'il rencontrait des difficultés. Il a également déclaré avoir trouvé dans les valises diplomatiques des lettres sur du papier à en-tête de la Maison Blanche, signées HH, au commissaire soviétique au prêt-bail Anastase Mikoïan. (Hopkins a en fait utilisé les initiales "HLH" sur ses mémos.)
En particulier, il a noté un tel glissement:
Une salutation, "Mon cher Monsieur le Ministre", a conduit à quelques phrases de courtoisie. Un passage, de onze mots, dans la première ligne de la deuxième page, m'a suffisamment impressionné pour mériter un gribouillage sur mon enveloppe. Cet extrait se terminait ainsi: "- a eu beaucoup de mal à les éloigner de Groves." (Il n'a pas pu déchiffrer le prénom dans la ligne.)
Jordan a également témoigné :
Je me souviens distinctement de cinq ou six dossiers du département d'État, reliés par de solides élastiques. Clippé à chacun était un onglet. La première lecture: "De Sayre." J'ai noté les mots parce qu'il m'est passé par la tête que quelqu'un de ce nom avait récemment été haut-commissaire aux Philippines. Puis j'ai copié la légende : « From Hiss ». Je n'avais jamais entendu parler d'Alger Hiss et j'ai fait cette entrée parce que le dossier portant son nom se trouvait être le deuxième dans la pile. Il contenait des centaines de photostats de ce qui semblait être des rapports militaires. Il y avait un troisième nom que je n'ai pas copié mais qui m'est resté en tête car c'était le même que celui de mon dentiste. L'onglet disait : "De Geiger." Je n'ai pas listé et je ne me souviens pas des noms sur d'autres dossiers du Département d'État.
Alger Hiss avait été adjoint au secrétaire d'État pendant la guerre, et Francis Bowes Sayre, Sr. travaillait avec lui. Theodore Geiger était un responsable du Plan Marshall accusé plus tard d'espionnage soviétique par le sénateur Joseph McCarthy. Cependant, aucune des transactions décrites par Jordan n'a montré d'acte répréhensible.
Arrivant au début de la campagne McCarthy contre les communistes cachés, le témoignage a provoqué une fureur publique. Jordan (et le général Groves) ont été rappelés pour témoigner devant HUAC le 3 mars 1950, fournissant ensuite des détails supplémentaires et provoquant plusieurs enquêtes d'agence. Le département d'État des États-Unis, tout en notant que les cargaisons documentées étaient autorisées en vertu du prêt-bail, a soutenu que Jordan n'avait pas prouvé que Harry Hopkins (alors décédé) avait enfreint la loi, et a noté qu'il avait toujours signé HLH. L'enquêteur du Comité, Donald T. Appell, a déclaré qu'une grande partie de l'histoire originale de Jordan avait été "corroborée de manière générale". Le général Groves n'a ni réfuté ni confirmé le témoignage de Jordan, mais a noté qu'il avait fait ce qu'il pouvait pour maintenir le secret atomique à une époque où l'URSS recevait presque tout ce qu'elle demandait. Comme il ne savait pas que le programme atomique soviétique couvrait le programme américain, il avait approuvé certaines expéditions de matières nucléaires pour éviter d'éveiller les soupçons sur ce dernier. Le FBI, sans prendre position sur la culpabilité des responsables, a noté que le récit du major Jordan était conforme aux archives officielles et que son récit correspondait à celui d'autres agents de prêt-bail. L'historien David L. Roll réfute les affirmations de Jordan selon lesquelles il aurait rencontré Hopkins à Washington concernant les expéditions d'uranium à un moment où Hopkins était en soins intensifs à la clinique Mayo du Minnesota. Roll note qu'en 1963, le FBI a conclu que les allégations de Jordan ne pouvaient pas être étayées. Roll dit que Jordan "soit a menti pour la publicité et le profit, soit était délirant". suscité une grande controverse dans le climat politique enflammé de l'époque. Alors que les démocrates (qui à l'époque contrôlaient HUAC) ont rejeté le témoignage de Jordan, les républicains l'ont défendu.

## Activiste et auteur
L'année suivante, le major Jordan, maintenant fortement sous l'influence des groupes anti-communistes, a auto-publié le livre From Major Jordan's Diaries, qui décrit en détail les opérations soviétiques aux États-Unis sous prêt-bail et sous couverture diplomatique. Il a également écrit sur de nombreux sujets dont il n'avait qu'une connaissance accessoire en tant que contrôleur de fret, comme le transfert de plaques d'impression de devises américaines à l'Union soviétique en 1944.
Jordan avait déjà été conférencier et après son témoignage au Congrès , il était très demandé dans tout le pays. Il s'est spécialisé dans la rédaction de discours anticommunistes et dans plusieurs causes marginales et de droite. En particulier, Jordan, qui avait été intrigué par la livraison en temps de guerre de "grandes quantités de fluorure de sodium" à l'URSS, a promu la théorie selon laquelle la fluoration de l'eau dans l'approvisionnement public était un complot communiste caché contre l'Amérique. Il a été cité comme suit : "Je sais que la fluoration est une technique révolutionnaire russe très secrète pour endormir nos esprits, ralentir nos réflexes et tuer progressivement notre volonté de résister à l'agression", alimentant ainsi la controverse sur la fluoration de l'eau.
En 1954, Jordan a tenté en vain de recueillir dix millions de signatures pour protester contre la censure du Sénat contre le sénateur McCarthy. Devant le sénat américain en 1955, il s'est exprimé au nom de la "Coalition américaine" contre la confirmation de juge John Marshall Harlan II aux États-Unis à la  Cour suprême, affirmant que Harlan pourrait « abolir les États-Unis par décision judiciaire » en faveur d'un nouveau « gouvernement mondial ».
En 1959, Jordan a publié le livre The Gold Swindle: The Story of our Dwindling Gold sur la perte des réserves d'or américaines. En 1960, il a été « président du comité pour un marché libre de l'or » et « président de la Toronto Gold Market Co. », et est devenu président de « Greater Canada Gold Investments Ltd. Ses discours étaient souvent imprimés et diffusés. Ses écrits ont acquis une popularité modeste mais permanente parmi divers groupes politiques marginaux.

## Héritage
Les trois registres de Jordan étaient importants pour le FBI dans la cartographie des activités de guerre soviétiques aux États-Unis. Ils sont également souvent cités par des chercheurs enquêtant sur la perte de secrets atomiques au profit de l'URSS. En particulier, Richard Rhodes a utilisé le livre de Jordan dans son histoire de la bombe H. Quel que soit l'activisme politique ultérieur de Jordan, il a donné un récit personnel détaillé et révélateur de la façon dont les Soviétiques ont utilisé le prêt-bail qui a fonctionné dans la pratique en 1943–44. Alors que les notes de Hopkins sont contestées en détail, le récit de Jordan sur les nombreuses interventions directes de Hopkins pour l'URSS correspond aux récits contemporains.
En 1956, Jordan a réglé une poursuite en diffamation contre NBC pour "un montant substantiel" après que le canal de télévision a faussement rapporté que les enquêteurs du Congrès avaient "discrédité les accusations de Jordan". Au contraire, le témoignage de Jordan a été rejeté d'emblée par des voix libérales à l'époque, et plus tard écarté en partie en raison de son association avec des causes de droite, de son implication malvenue de hauts fonctionnaires et de sa propre carrière d'ampleur limitée et à distinction étroite.
Le New York Times , en passant en revue le premier livre de Jordan, a fourni un instantané de l'auteur: "Ce qui émerge de la manière de l'autoportrait est un homme sérieux, consciencieux, profondément patriotique et limité - un "rescapé de la Première Guerre mondiale, -comme il se surnomme avec ironie - qui s'est mêlé à une dispute dont la fin n'est pas en vue."

## Publications
- George R. Jordan: The Gold Swindle: The Story of Our Dwindling Gold. New York: Bookmailer, 1959.
- George R. Jordan: From Major Jordan's Diaries (with Richard L. Stokes). New York: Harcourt, Brace & Co., 1952.

## Sources
- New York Times coverage 1949–1955
- Jordan's HUAC testimony covered in (minutes 1:00–1:20) F-2918: WARNER PATHE NEWS
- (en) « F-2918 : warner pathe news » [vidéo], sur YouTube (consulté le 31 décembre 2023)
- RECORDS OF THE U.S. HOUSE OF REPRESENTATIVES Record Group 233
- RECORDS OF THE HOUSE UN-AMERICAN ACTIVITIES COMMITTEE, 1945–1969
- Rhodes, numerous pages.
- Deane, 90, 98.

## Source de traduction
- (en) Cet article est partiellement ou en totalité issu de l’article de Wikipédia en anglais intitulé « George Racey Jordan » (voir la liste des auteurs).

## Liens et références externes
- Notices d'autorité :   - VIAF
  - ISNI
  - LCCN
  - Pologne
  - Israël
  - NUKAT
  - WorldCat